# Slovenský Grob
Slovenský Grob é um município da Eslováquia, situado no distrito de Pezinok, na região de Bratislava. Tem 10,17 km² de área e sua população em 2019 foi estimada em 4615 habitantes.

## Demografia
| Ano:        | 1994 | 2004    | 2014    | 2024     |
| ----------- | ---- | ------- | ------- | -------- |
| Broj ljudi: | 1737 | 1925    | 2616    | 6133     |
| Razlika:    |      | +10,82% | +35,89% | +134,44% |

| Ano:               | 2023 | 2024   |
| ------------------ | ---- | ------ |
| Número de pessoas: | 5934 | 6133   |
| Diferença:         |      | +3,35% |